# 山雞 (古惑仔)
山雞，本名趙山河，香港漫畫《古惑仔》的角色，故事早期的第二主角，後為作品大奸角。在電影版裡从小跟浩南玩到大，在台湾当过「三联帮」的堂主。后来回香港重入洪兴，击败生番，当上屯门的大佬。

## 生平
早年山雞加入「洪興社」，成為陳浩南門生，前往台灣狙殺𡃁坤時，結識丁瑤，期後留在台灣發展。
1994年，靚坤不斷挑釁陳浩南，山雞回港相助，痛擊𡃁坤，後者一怒之下於大天二與KK的婚禮上擄走新娘，並將其輪姦。山雞不知闖出大禍，向來注重面子的他被陳浩南當眾掌括，自此兩人兄弟情不再。
回去台灣發展不順，亦被手下Dick Lee出賣至一無所有，但最終幾經艱辛仍能成為「毒蛇幫」幫主。
2001年，與「東英社」早期五虎之一的橫眉決戰於圓山大飯店，雖監生將對手打死，但卻失去一目，導致山雞心理不平衡，個性變得狂妄自大、囂張、目中無人。
2002年，因地利環境被「洪興社」陳耀巴結，成為洪興社柴灣區話事人。
2003年，江湖巨人排名戰時與「洪興社」陳浩南及韓賓等人交惡，雙方交情出現嫌隙，成為日後「洪興社」及「毒蛇幫」漫天戰火的主要導火線。最終山雞打入第四階段，與大東及藍鯨並列「江湖巨人排名戰」的「六大」「雙花紅棍」之一。
2006年「竹聯幫」孫庸臨死前收山雞為義子，把旗下地盤統歸山雞所有。實力大增。
2008年 中央及香港政府要捉拿陳浩南歸案，後者走投無路下求助於山雞，山雞利用其台灣政治力量與中央交換條件，成功令陳浩南脫險。作為報酬陳浩南答應將「洪興社」銅鑼灣、尖沙咀、葵青在內的四大環頭交予「毒蛇幫」，令「毒蛇幫」在港勢力劇增。
其後，陳浩南到台灣聯合「天道盟」等小幫派火併「毒蛇幫」。「洪興」四出搞事，令整個台灣治安惡劣，以及不斷爆出國民黨的政治醜聞。國民黨因而遷怒「毒蛇幫」，導致山雞和「國民黨」政府關係急轉直下，國民黨更勒令解散整個「毒蛇幫」，最終幾經波折才平息事件。
山雞派遣副幫主到香港向「洪興」報復，成功殺死「洪興社」九龍城區話事人伊健。
同年，丁瑤為山雞誕下龍鳳胎，兒子趙繼邦，女兒趙縈。
2009年，山雞與「東英」結盟打擊日落江河的「洪興」，最終在8月9日於深圳福田一役成功殲滅「洪興」，並殺掉太子、灰狗、大天二等六位話事人，而陳浩南與大飛則自此失蹤，下落不明。
「洪興社」話事人韓賓因長期在外，未有參與福田一役，回歸香港後被欽點為龍頭，為替當日犧牲的話事人報仇，派遣殺手對付大東及山雞。
2012年農曆正月(讀者推算出來的時間，漫畫內文沒有列明)，春茗散席離開時，力莎的手下大梵及佐維趁山雞步出酒家門外，立即衝上追殺山雞。山雞在手下捨身保護下逃上天台，大梵追至，山雞赤手空拳不敵大梵，被後者從天台擲下，氣絕身亡。

## 外部連結
- 《古惑仔》致敬20年友情 陈浩南山鸡霸气再现 （页面存档备份，存于），人民网，2014年6月17日
- 起底《古惑仔》现状:山鸡当爹忙靓坤好奶爸 （页面存档备份，存于），人民网，2014年6月23日
- 11名古惑仔被逮 （页面存档备份，存于），中時電子報，2015年5月16日
- 模仿「山雞哥」幫眾髮型都是「雞冠頭」 （页面存档备份，存于），自由時報，2015年7月24日